# Захариадес, Георг
Георг Захариадес (нем. Georg Zachariades) — фигурист из Австрии, бронзовый призёр чемпионатов Европы (1892 и 1893 годов), двукратный чемпион Германии (1892, 1893 годов) в мужском одиночном катании.
Был участником чемпионатов Германии, так как первый Чемпионат Австрии прошёл только в 1898 году.

## Спортивные достижения

### Мужчины
| Соревнования/Сезоны | 1892 | 1893 | 1894 |
| ------------------- | ---- | ---- | ---- |
| Чемпионаты Европы   | 3    | 3    | 4    |
| Чемпионаты Германии | 1    | 1    | 2    |